# Magill-Zange

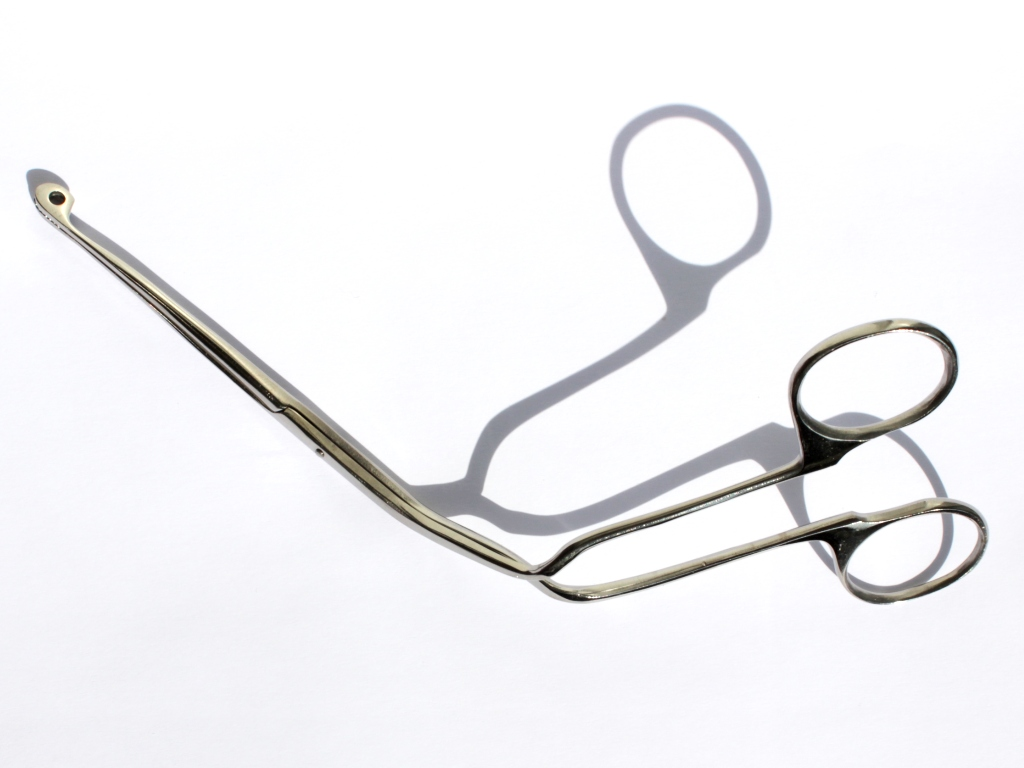
Eine Magill-Zange

Die Magill-Zange ist eine medizinische Zange, die – im Unterschied zur Tupferzange – abgewinkelt ist. Die Greifbacken sind zudem aufgeraut und verbreitert. Dadurch eignet sich die Magill-Zange besonders zum Einsatz im Mund-/Rachenraum. Sie wird in Kombination mit der Laryngoskopie oft zur Entfernung von Fremdkörpern aus den oberen Atemwegen, zum Positionieren des Tubus bei der nasalen Intubation sowie zum Einführen von Magensonden in die Speiseröhre benutzt.
Wie andere medizinische Instrumente wird die Magill-Zange aus Metall gefertigt und ist somit autoklavierbar. Ihr Erfinder war der irische Anästhesist Ivan Whiteside Magill, der auch einen speziellen Endotrachealtubus entwickelte.
Magill-Zangen werden in verschiedenen Größen hergestellt. Für Erwachsene beträgt die Gesamtlänge 24 cm, für Kinder 20 cm und für Säuglinge 16 cm.